# Dig a Pony
A Dig a Pony az angol rockegyüttes, a The Beatles dala az 1970-es Let It Be című albumáról. A dalt John Lennon írta, és Lennon–McCartney szerzeménynek jelölték meg. Az együttes 1969. január 30-án
rögzítette a dalt, a londoni Savile Row-n lévő Apple Corps székház tetején tartott tetőtéri koncertjük során.

## A dal szerkezete
A Dig a Pony A-dúr hangnemben és részben 3/4-ben szól. Eredetileg az All I Want Is You volt a címe. John Lennon azt mondta, hogy a dal "egy darab szemét", bár sok dalával kapcsolatban is tett hasonló gúnyos megjegyzést. Nemsokára jövendőbeli feleségének, Yoko Ono-nak írták a dalt, és furcsa, értelmetlennek tűnő mondatok sokaságát tartalmazza a Bob Dylan-féle stílusban emlegetett dalszöveg.
Ian MacDonald szerző A fejek forradalma című könyvében azt írja, hogy a dalszöveg "az ellenkultura tételét támasztotta alá, mely szerint a társadalom régi értékei és tabui meghaltak, hogy az élet játék, hogy a művészet szabad és mindenkié, és (főként), hogy a szavak azt jelentik, amit csak akar az ember."
A Dig a Pony volt az első dal a Get Back ülések során, amelyen a visszatérését tervező The  Beatles az élő koncerthez írt és az első napon megalkotta azt 1969 január elején. Lennon nem sokkal azután mutatta be a dalt George Harrisonnak, miután január 2-án megérkezett a Twickenham Filmstúdióba és bemutatták egymás legújabb szerzeményeit.

## Rögzítése
A Dig a Pony a Let It Be egyik dala volt, amelyet az 1969. január 30-i tetőtéri koncerten rögzítettek. Kevin Harrington, az együttes színpadtechnikusa a többi Beatle-nek feltartotta a Lennon által írt dalszöveget, miközben énekeltek. Hamis hangzással kezdődik, majd Ringo Starr felkiált: "Várjatok még!", mert éppen eloltotta a cigarettáját és mindkét dobpergője a jobb kezében volt. A felvételen az a hang is hallható, ahogy valaki kifújja az orrát közvetlenül Starr kiabálása után, amit Mark Lewisohn Lennon-nak tulajdonít.
A dal január 22-i stúdiófelvétele megjelenik az 1996-os Anthology 3 válogatásalbumon. Az ülésekre a Beatles Apple Stúdiójában került sor, miután felhagytak a Twickenham Filmstúdióban tartott próbákkal. Amikor Glyn Johns 1969-ben összeállított egy albumot Get Back címmel az együttes szempontjait figyelembe véve, a Dig a Pony január 22-i felvételét részesítette előnyben a tetőtéri koncertfelvétel helyett. Amint az eredetileg a tetőtéri koncertfelvételen is szerepelt, a stúdiófelvétel is az "All I want is..." sorral kezdődik és végződik. Amikor Phil Spector 1970 márciusában előkészítette az albumot a kiadásra (akkor már Let It Be címmel), végül a január 30-ai élő változatot választotta a dalból, de lerövidítette a számot, mert a kezdő és zárósorokkat ("All I want is ...") kivágta az utókeverésnél. Ezek a szerkesztések megmaradtak a 2003-ban kiadott Let It Be... Naked újrakeverés során, amely szintén kihagyja a hamis kezdést.

## Megjelenése
Az Apple Records 1970. május 8-án adta ki a Let It Be című albumot, amelyen az első oldalon, a  második számként kap helyet, a Two of Us és az Across the Universe között. A kiadás egy hónappal azután következett be, hogy McCartney saját szólóalbumát reklámozó sajtótájékoztatón bejelentette a The Beatles feloszlását. A Let It Be album korai amerikai nyomtatásán a dalt "I Dig a Pony"-nak írták le.

## Közreműködött
Ian MacDonald és Walter Everett szerint:

### The Beatles
- John Lennon – ének, ritmusgitár
- Paul McCartney – vokál, basszusgitár
- George Harrison – szólógitár
- Ringo Starr – dob

### További zenészek
- Billy Preston – elektromos zongora

## Fordítás
Ez a szócikk részben vagy egészben  a   Dig a Pony című angol Wikipédia-szócikk fordításán alapul.  Az eredeti cikk szerkesztőit annak laptörténete sorolja fel. Ez a jelzés csupán a megfogalmazás eredetét és a szerzői jogokat jelzi, nem szolgál a cikkben szereplő információk forrásmegjelöléseként.

### Angol nyelvű
- Everett, Walter: The Beatles as Musicians. Revolver through the Antology. New York: Oxford University Press, 1999. ISBN 978-0-19-512941-0
- Sheff, David: All We Are Saying: The Last Major Interview with John Lennon and Yoko Ono. New York: St. Martin's Press, 2000. ISBN 0-312-25464-4

### Magyar nyelvű
- Bánosi György – Tihanyi Ernő: Beatles zenei kalauz. Az együttzenélés és a szólóévek. 1958–1999. Budapest: Anno Kiadó, 1999. ISBN 963-853-895-3
- Ian Macdonald: A fejek forradalma. A Beatles és a hatvanas évek. (ford. Révbíró Tibor) Budapest: Helikon Kiadó, 2015. ISBN 978-963-227-468-3
- Marsi József: Beatles Kódex – A Beatles együttes teljes életművének enciklopédiája. (bővített kiadás) Budapest: Könyvműhely, 2022. ISBN 978-615-01-5036-9
- The Beatles: Get Back. A Beatles szavaival. (szerk. John Harris, ford. Ipacs Tibor) Budapest: Helikon Kiadó, 2021. ISBN 978-963-479-672-5

## Külső hivatkozások
Allan W. Pollack megjegyzései a Dig a Pony dalhoz